# 圣保罗堂 (巴尔的摩)
圣公会圣保罗堂（St. Paul's Protestant Episcopal Church）, 俗称老圣保罗堂（Old St. Paul's Church）, 是一座历史悠久的美国圣公会教堂，位于美国马里兰州巴尔的摩北查爾斯街（North Charles Street）233号，即与东萨拉托加街（East Saratoga Street）的东南转角，南面靠近市中心中央商务区北缘的“座堂山”（Cathedral Hill），北面靠近弗农山-贝莱维德雷（Mount Vernon-Belevedere）文化/历史街区。它创建于1692年，是马里兰殖民地最初的30个圣公会堂区之一。

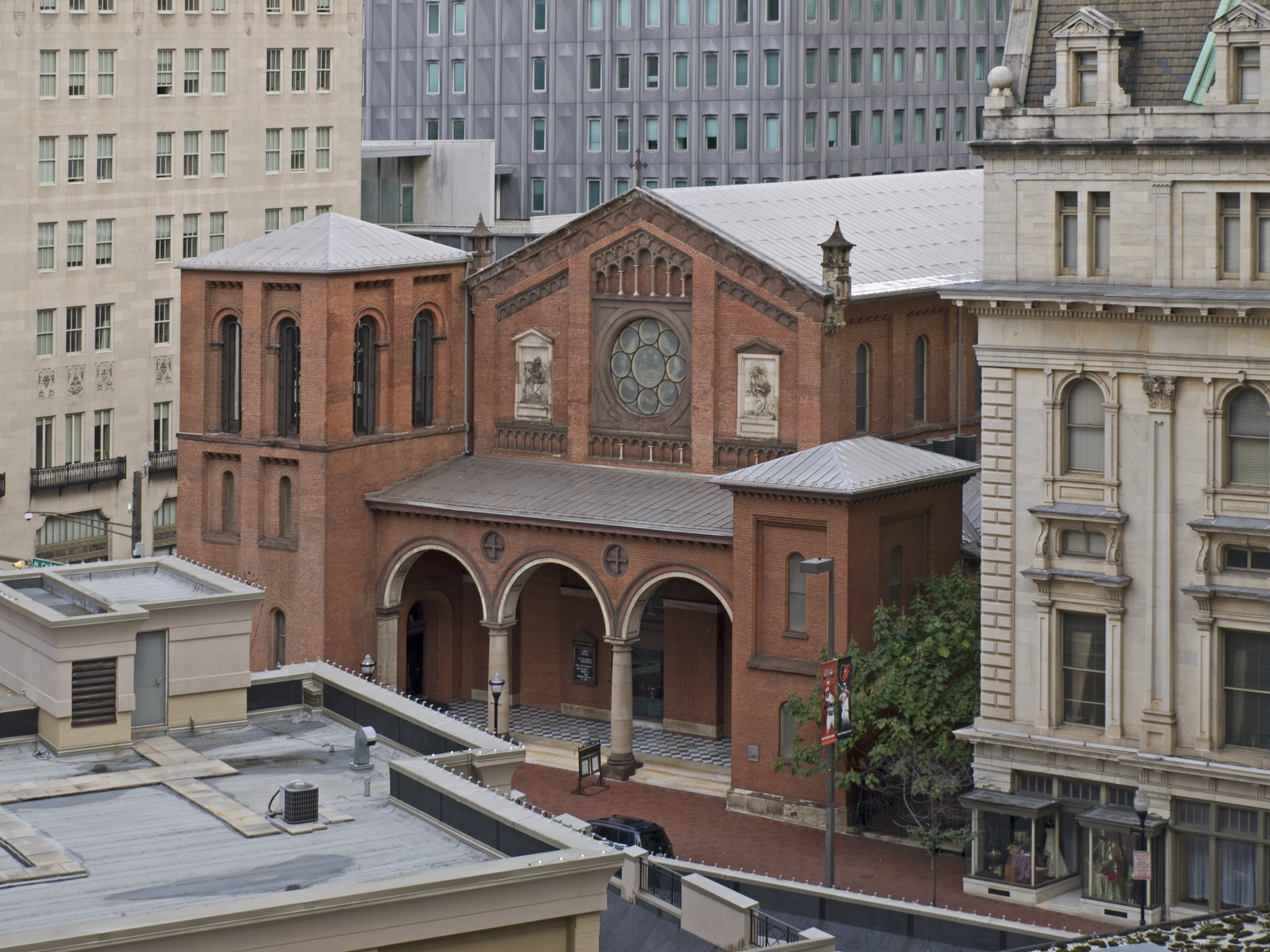

1973年，圣保罗堂列入國家史蹟名錄。 属于座堂山历史区（Cathedral Hill Historic District）和巴尔的摩国家遗产区（Baltimore National Heritage Area）。